# Kobourgkogel
Der Kobourgkogel ist ein 800 m hoher Kegelberg im ostantarktischen Viktorialand. In der Everett Range der Concord Mountains ragt er an der Westseite des Mount Dockery bzw. an der Ostflanke des Lillie-Gletschers auf.
Wissenschaftler der deutschen Expedition GANOVEX I (1979–1980) nahmen seine Benennung vor. Benannt ist er nach einer Kombination aus den Nachnamen des Logistikers Jürgen Kothe und des Arztes Reinhard Wendebourg, die beide an der Forschungsreise beteiligt waren.